# Gaston Amson
Gaston Amson (n. 17 noiembrie 1883, Paris, Île-de-France, Franța – d. 16 iulie 1960, Paris, Région parisienne, Franța) a fost un scrimer ce a reprezentat Franța, medaliat olimpic. A participat la două ediții ale Jocurilor Olimpice (1920, 1928) în care a câștigat o medalie de argint și o medalie de bronz.